# ロック＝ブレヴァレール
ロック＝ブレヴァレール （Loc-Brévalaire、ブルトン語:Loprevaler）は、フランス、ブルターニュ地域圏、フィニステール県のコミューン。

## 由来
locとはブルトン語で聖なる土地を意味する。Brévalaireとは聖ブレヴァレール、英語圏で聖ブレンダンとも呼ばれている。

## 歴史
ロック＝ブレヴァレールは、原始的なキリスト教区プルヴィエンを解体したものである。ロック＝ブレヴァレールは、修道士たちが集まって暮らす共同体を起源としていた。その後6世紀、ブレヴァレールまたはブランダン（Brandan）というブルトン人修道士の名がこの一帯の名として与えられた。11世紀に書かれた『聖ヴゲのミサ典礼』（Missel de Saint-Vougay）という古い連祷書にはBrangualadreというつづりで記されていた。その中では、ブランダンは聖セズニー（Sezny、アイルランド生まれの聖人）の同志であったという。70人もの仲間とケルルアン近くに上陸したブランダンは福音を広め、その後この絵のように美しい土地に庵をかまえ移住した、という。
1185年には、ロック＝ブレヴァレールはサン＝マチュー修道院の影響下にあったようである。1415年、レオン司教アラン・ド・ケルナズレによってロック＝ブレヴァレールの土地はプルヴィエンから切り離された。1415年にはロック＝ブレヴァレールはプルヴィエンの小教区となった。そして15世紀には教区となり、レオン司教区に属していた。
Loprevalarz（1467年）、Loc Brevalazre（1516年）、Locprevalazre（1664年）、Locprevalayre（1680年）と、時代ごとに異なるつづりで地名が記されている。
ロック＝ブレヴァレール教区内にあるケルナズレを領地とするケルナズレ領主（Les seigneurs de Kernazret）はレフュージュ領主（seigneurs de Refuge、またはミニイ）であった。このミニイ（Minihy）とはブルトン語で「避難」や「避難所」を意味し、この中では自分に対して申し立てられた重罪や違法行為から匿われた。このミニイの領主は、地名ケルナズレそのものを姓のように名のあとに加えてド・ケルナズレ（de Kernazret）、フランス語ではデュ・レフュージュ（du Refuge）と呼ばれていた。

## 人口統計
| 1962年 | 1968年 | 1975年 | 1982年 | 1990年 | 1999年 | 2006年 | 2010年 |
| ------ | ------ | ------ | ------ | ------ | ------ | ------ | ------ |
| 171    | 150    | 142    | 140    | 218    | 207    | 216    | 211    |

参照元:1999年までEHESS、2000年以降INSEE

## ブルトン語
2010年10月20日、コミューン議会はYa d'ar brezhoneg憲章のラベル2批准を可決した。

## 史跡
- ロック＝ブレヴァレール教会 - 16世紀。現在の建物は1910年に再建されたもの
- 聖ブレヴァレールのカルヴェール - 16世紀

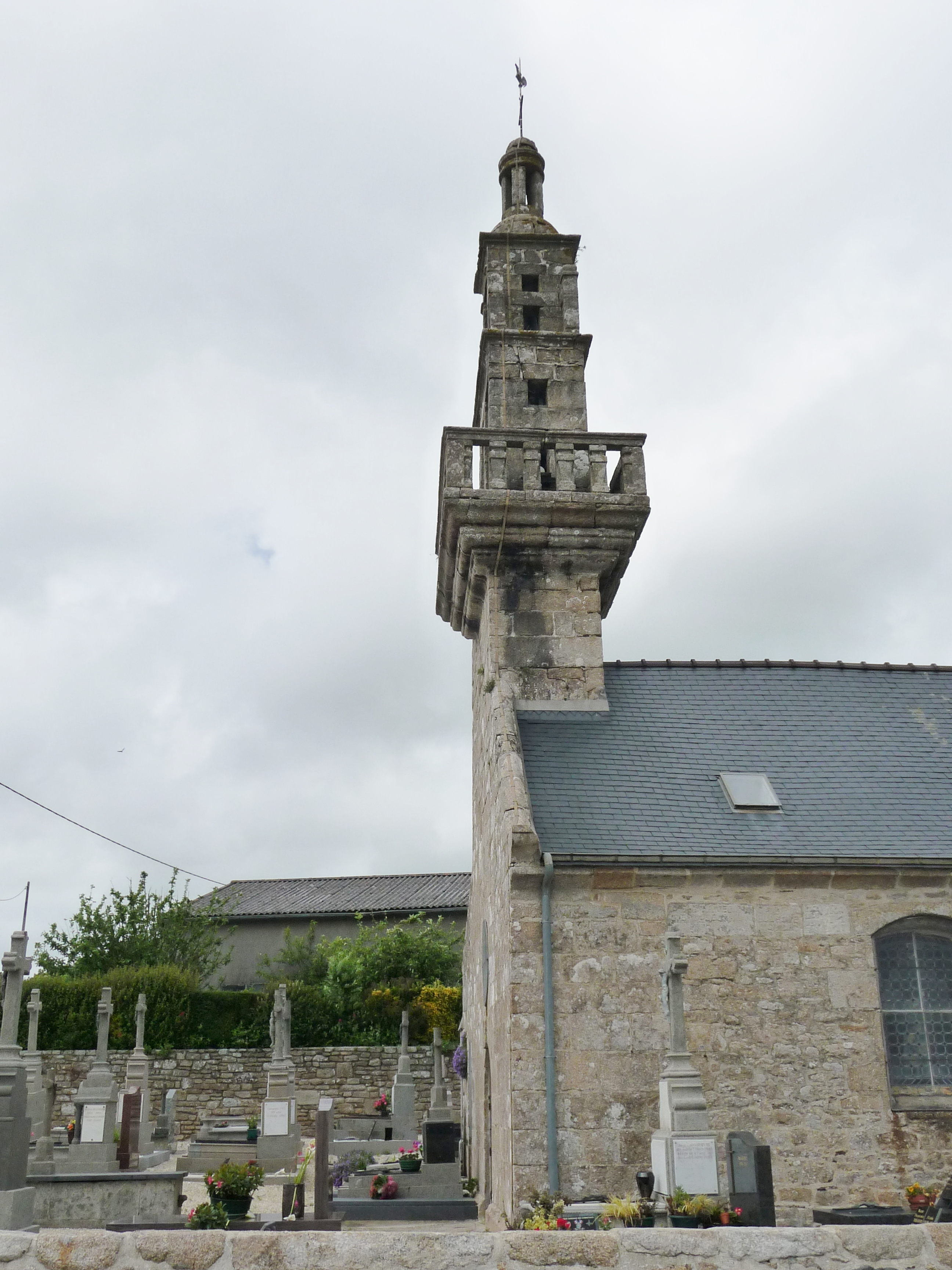
教会
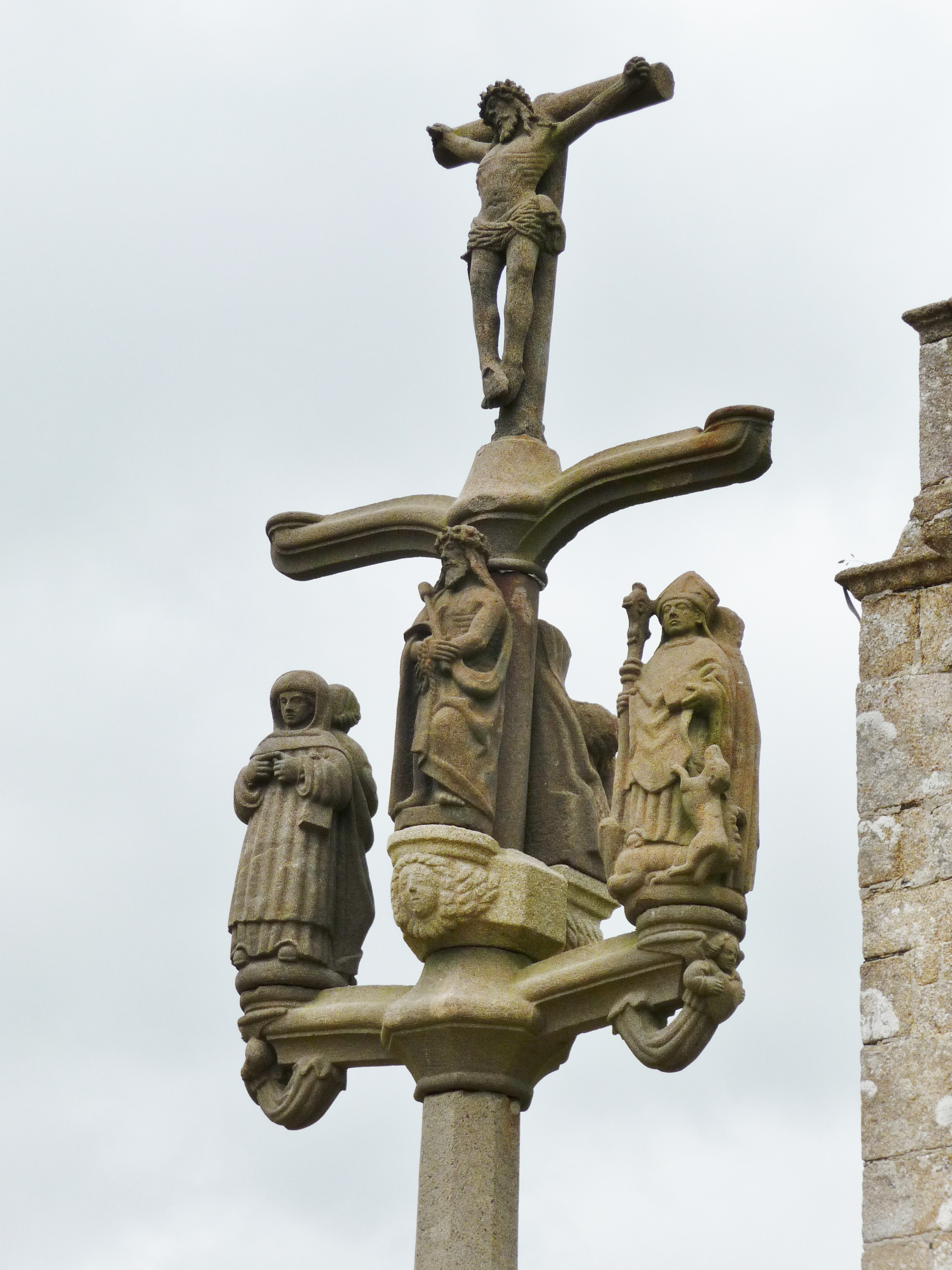
カルヴェールの上部